# Larks' Tongues in Aspic
Albums de King Crimson
Earthbound
(1972) Starless and Bible Black
(1974)
Larks' Tongues in Aspic est le cinquième album studio du groupe de rock progressif britannique King Crimson, sorti en 1973. Il marque un changement brutal dans la composition du groupe puisque Robert Fripp, seul membre restant de la précédente formation, engage le bassiste John Wetton (ex-Family), le batteur Bill Bruford (ex-Yes), le percussionniste Jamie Muir et le violoniste David Cross ; enfin, les textes sont écrits par l'ex-Supertramp, Richard Palmer-James.
Musicalement, il confirme la volonté de Fripp (et de ses nouveaux acolytes) d'allier arrangements très écrits et improvisations.
Afin de promouvoir l'album, un single promotionnel, l'Atlantic Sampler, est sorti le même mois.

## Titres
1. Larks' Tongues in Aspic, Part One (Cross, Fripp, Wetton, Bruford, Muir) – 13:36
2. Book of Saturday (Fripp, Wetton, Palmer-James) – 2:49
3. Exiles (Cross, Fripp, Palmer-James) – 7:40
4. Easy Money (Fripp, Wetton, Palmer-James) – 7:54
5. The Talking Drum (Cross, Fripp, Wetton, Bruford, Muir) – 7:26
6. Larks' Tongues in Aspic, Part Two (Fripp) – 7:12

## Musiciens
- Robert Fripp : guitares acoustique et électrique, mellotron, Hohner pianet
- John Wetton : chant, basse, piano ("Exiles")
- David Cross : violon, alto, Mellotron, Hohner Pianet, flûte ("Exiles")
- Bill Bruford : batterie, timbales, sonnaille, wood blocks
- Jamie Muir : percussions, batterie, Autoharp (“Larks' Tongues in Aspic, Part One”)
- Richard Palmer-James : textes

## Production
- Nick Ryan : ingénieur du son
- Tantra designs : pochette
- Kettle, Simmons & Wemsley : équipements

## Plagiat
Larks' Tongues in Aspic, Part Two a été plagié par Pierre Bachelet pour une des mélodies utilisés dans le film Emmanuelle sorti en 1974, Robert Fripp obtenant gain de cause